# Salix tenuijulis
Salix tenuijulis — вид квіткових рослин із родини вербових (Salicaceae).

## Морфологічна характеристика
Це кущ до 4 метрів заввишки; кора сіра. Гілочки жовтуваті, спочатку притиснуто запушені, голі. Листки на ніжках 2–5 мм, дещо запушена; листкова пластинка зворотно-ланцетоподібна, подовжено-лопатова чи лінійно-ланцетна, 5–10 × 0.7–1.5 см, гола, абаксіально сірувато-біла чи сірувато-зелена, злегка коротко шовковиста в молодості, в зрілому віці гола або рідше шовковисто-повстиста, адаксіально зеленувата, край щільно залозисто-зубчастий, верхівка коротко загострена. Жіноча сережка тонка, 25–35 × 3–5 мм. Жіноча квітка: зав'язь яйцеподібна.

## Середовище проживання
Китай [зх. Сіньцзян], Казахстан, Киргизстан, Монголія. Росте уздовж річок у горах; на висотах 1200–1500 метрів.

## Використання
Рослина збирається в дикій природі для місцевого використання в корзинах.